# Мексико (Миссури)
Мексико (англ. Mexico) — город в США, административный центр округа Одрейн штата Миссури.

## География
Мексико расположен в 160,93 км к северо-западу от Сент-Луис на пересечении шоссе US Route 54 и государственных трасс 22 и 15. Площадь города составляет составляет 32,06 км², из которых 31,11 км² ― суша, а 0,96 км² ― водоёмы.

## Население
По состоянию на 2020 год в городе проживает 11 469 человек в 4 538 домохозяйствах и 2 880 семей. Плотность населения составляло 365,1 км².
| Перепись населения | Перепись населения | Перепись населения    |
| Год переписи       | Население          | Изменение в процентах |
| ------------------ | ------------------ | --------------------- |
| 1860               | 960                | —                     |
| 1870               | ▲2602              | 171,0%                |
| 1880               | ▲3835              | 47,4%                 |
| 1890               | ▲4789              | 24,9%                 |
| 1900               | ▲5099              | 6,5%                  |
| 1910               | ▲5939              | 16,5%                 |
| 1920               | ▲6013              | 1,2%                  |
| 1930               | ▲8290              | 37,9%                 |
| 1940               | ▲9053              | 9,2%                  |
| 1950               | ▲11623             | 28,4%                 |
| 1960               | ▲12889             | 10,9%                 |
| 1970               | ▼11807             | –8,4%                 |
| 1980               | ▲12276             | 4,0%                  |
| 1990               | ▼11290             | –8,0%                 |
| 2000               | ▲11320             | 0,3%                  |
| 2010               | ▲11543             | 2,0%                  |
| 2020               | ▼11469             | –0,6%                 |

Расовый состав населения:
- 81,32% ― белых
- 8,29% ― чёрных (афроамериканцев)
- 0,76% ― азиатов
- 0,37% ― коренных американцев
- 9,24% ― лица других рас

Возрастной диапазон населения:
- 39,8% ― супружеские пары
- 36,6% ― имеют женщину-домохозяйку без мужа
- 26,7% ― дети в возрасте до 18 лет

33,1% из всех домохозяйств ― отдельные лица, 12,3% ― живут в одиночестве в возрасте 65 лет и старше. Средний размер домохозяйства ― 2,5 человека, семьи ― 3,2 человека.

## Известные уроженцы
- Уильям Харви Эммонс (1876―1948) ― американский геолог, преподаватель и профессор.
- Тайрон Джамар Лью (род. 1977) ― американский профессиональный баскетболист и главный тренер клуба Национальной баскетбольной ассоциации «Лос-Анджелес Клипперс».